# George Walker Crawford
George Walker Crawford (Contea di Columbia, 22 dicembre 1798 – Augusta, 27 luglio 1872) è stato un politico statunitense.

## Biografia
Figlio di Peter e Mary Ann Crawford, nacque nel 1798 in Georgia; William H. Crawford, candidato alle elezioni presidenziali del 1824, era suo cugino. Studiò legge prima a Princeton e poi all'università della Georgia e cominciò ad esercitare l'avvocatura ad Augusta dal 1822.
Entrato in politica, nel 1827 il governatore della Georgia John Forsyth lo nominò procuratore generale dello Stato, e la sua carriera non risentì del duello che poco dopo sostenne contro il rivale Thomas Burnside, ucciso a colpi di pistola. Dal 1837 fu vicino al Partito Whig, e nel 1843 ricoprì un brevissimo mandato alla Camera dei Rappresentanti per terminare quello di un deputato morto improvvisamente.
Acquisita una certa popolarità, Crawford divenne quindi il candidato conservatore alle elezioni governatoriali dello stesso anno, sconfiggendo l'avversario Mark A. Cooper. Rieletto nel 1845, durante i suoi quattro anni da governatore si occupò di estendere le infrastrutture ferroviarie e penali della Georgia.
La buona amministrazione locale lo favorì agli occhi del nuovo presidente degli Stati Uniti Zachary Taylor, che nel 1849 lo nominò suo Segretario alla Guerra. Tuttavia l'anno successivo la morte improvvisa di Taylor e un'accusa di conflitto d'interessi lo misero in una posizione difficile, portandolo alle dimissioni nel giro di poco tempo.
Durante il decennio successivo si ritirò dalla politica, salvo poi rientrarvi allo scoppio della guerra di secessione: nel 1861 venne eletto al Congresso secessionista georgiano, di cui fu supervisore e dove ratificò la secessione dello Stato dall'Unione. Dopo quest'ultimo incarico si ritirò nuovamente, morendo nel 1872.